# Sandrine Mainville
Sandrine Mainville (ur. 20 marca 1992 w Boucherville) – kanadyjska pływaczka, specjalizująca się w stylu dowolnym, medalistka igrzysk olimpijskich i mistrzostw świata.

## Kariera pływacka
Mainville swoje pierwsze medale na międzynarodowych zawodach zdobyła podczas igrzysk panamerykańskich w Toronto, kiedy w sztafecie 4 × 100 m stylem dowolnym wywalczyła złoto, a w konkurencji sztafet zmiennych 4 × 100 m srebro.
Miesiąc później, na mistrzostwach świata w Kazaniu w 2015 roku wraz z Santo Condorellim, Yurim  Kisilem i Chantal van Landeghem zajęła trzecie miejsce w sztafecie mieszanej 4 × 100 m stylem dowolnym.
Podczas igrzysk olimpijskich w Rio de Janeiro zdobyła brązowy medal w sztafecie 4 × 100 m stylem dowolnym.
W 2017 roku na mistrzostwach świata w Budapeszcie wywalczyła brąz w sztafecie mieszanej 4 × 100 m stylem dowolnym.